# 韓国航空大駅
韓国航空大駅（ハングクハンゴンデえき）は、大韓民国京畿道高陽市徳陽区花田洞にある韓国鉄道公社（KORAIL）の駅である。
乗り入れている路線は、線路名称上は京義線であるが、当駅には広域電鉄の京義・中央線電車のみが停車する。駅番号はK318。

## 歴史
- 1958年5月1日 - 花田駅として営業開始。（開業時は鉄道庁の無配置管理駅）[1]
- 1966年9月16日 -  臨時切符売り場設置。[2]
- 1972年2月1日 - 駅を汶山方面に200m移動。[3]
- 1973年3月1日 - 普通駅に昇格。
- 1987年7月10日 - 無配置簡易駅に降格。
- 1993年7月15日 - 普通駅に再昇格。
- 2005年1月1日 - 鉄道庁の改組により韓国鉄道公社(KORAIL)の駅となる。
- 2009年7月1日 - 京義電鉄線が開業。
- 2011年1月17日 - 韓国航空大学校方面改札口・出入口を新設。[4]
- 2023年11月21日 - 韓国航空大駅に改称[5]。

## 駅構造
2面2線の相対式ホームが1面2線の島式ホームを挟む形の合計3面4線の地上駅である。
駅舎とホームは地下連絡通路で結ばれており、駅舎内の改札口のほかに地下連絡通路南側に韓国航空大学校方面改札口が設置されている。

### のりば
| 1 | 京義・中央線 | デジタルメディアシティ・ソウル方面                                   |
| 2 | 京義・中央線 | 幸信・一山・文山方面（ソウル方面からの列車）                         |
| 3 | 京義・中央線 | デジタルメディアシティ・弘大入口・孔徳・龍山・清凉里・徳沼・龍門方面 |
| 4 | 京義・中央線 | 幸信・一山・文山方面（龍山方面からの列車）                           |

## 利用状況
近年の一日平均利用人員推移は下記のとおり。なお、2009年は開業日の7月1日から12月31日までの184日間の平均である。
| 路線          | 路線     | 2009年 | 2010年 | 2011年 | 2012年 | 2013年 | 2014年 | 2015年 | 2016年 | 2017年 | 2018年 | 出典  |
| ------------- | -------- | ------ | ------ | ------ | ------ | ------ | ------ | ------ | ------ | ------ | ------ | ----- |
| ●京義・中央線 | 乗車人員 | 684    | 933    | 1,390  | 1,574  | 1,950  | 2,222  | 2,517  | 2,510  | 2,591  | 2,545  | [ 6 ] |
| ●京義・中央線 | 降車人員 | 757    | 1,007  | 1,421  | 1,574  | 1,877  | 2,117  | 2,403  | 2,390  | 2,438  | 2,385  | [ 6 ] |
| ●京義・中央線 | 乗降人員 | 1,441  | 1,940  | 2,811  | 3,148  | 3,827  | 4,339  | 4,920  | 4,900  | 5,029  | 4,930  | [ 6 ] |
| 路線          | 路線     | 2019年 | 出典   |        |        |        |        |        |        |        |        |       |
| ●京義・中央線 | 乗車人員 | 2,605  | [ 6 ]  |        |        |        |        |        |        |        |        |       |
| ●京義・中央線 | 降車人員 | 2,444  | [ 6 ]  |        |        |        |        |        |        |        |        |       |
| ●京義・中央線 | 乗降人員 | 5,049  | [ 6 ]  |        |        |        |        |        |        |        |        |       |

## 駅周辺
- 現代アパート
- 韓国航空大学校（朝鮮語版）
- 花田洞住民センター
- 高陽警察署花田地区隊
- 農協中央会 花田支店
- 徳陽中学校（朝鮮語版）
- 徳陽初等学校（朝鮮語版）

## 隣の駅
韓国鉄道公社
 京義・中央線
京義急行・龍山急行
通過
中央急行・緩行
水色駅 (K317) - 韓国航空大駅 (K318) - 江梅駅 (K319)